# 麦迪逊·阿什比
麦迪逊·阿什比（英語：Madison Ashby，2001年1月22日—），澳大利亚女子橄榄球运动员。她曾代表澳大利亚七人制国家队参加2022年英联邦运动会七人制橄榄球比赛，获得一枚金牌。